# Боднар Мар'яна Юріївна
Бо́днар Мар'яна Юріївна — українська співачка (сопрано), артистка-вокалістка музичного театру, солістка Київський національний академічний театр оперети, концертна виконавиця, організаторка музичних проєктів, журналіст, ведуча, портретний фотограф.

## Життєпис
Народилася в місті Тернопіль, (Україна) у родині відомого українського художника, члена Національної спілки художників України Юрія Боднар.
З 2001 року навчалася в Національний університет «Києво-Могилянська академія» у Києві та отримала ступінь магістра культурології у 2008 році. Працювала журналісткою у відділі міжнародних новин на українських телеканалах: 5 канал, Новий канал, К1. Головний консультант Інформаційної служби Адміністрації Президента України у 2006—2007 роках. З 2006 по 2008 рік була менеджеркою проєкту «Зміцнення партнерства мас-медіа заради дітей» (Асоціація «Спільний простір»/ЮНІСЕФ). У 2008 році кардинально змінила напрям діяльності та розпочала навчання у Римській Консерваторії «Santa Cecilia» (Conservatorio statale di musica «Santa Cecilia») на факультеті оперного співу, де навчалась з 2008 по 2012 рік. Вивчала бароковий спів у Сари Мінгардо, брала уроки вокальної техніки в класі Валентини Мараффи та Анни Ванді. Брала участь в оперній лабораторії консерваторії «Santa Cecilia» та серії малих оперних постановок (Мікаела, «Кармен» Бізе, Церліна, «Дон Жуан» Моцарта, Мюзетта, «Богема» Пуччіні). Під час навчання була обрана учасницею майстер-класів з такими виконавцями, як: Едда Мосер, Маріелла Девія, Даніела Дессі, Інес Салазар, Єва Іжиковська та режисер Ренцо Джакк'єрі.
2009 — сольні концерти в Італії.
2010 — отримала стипендію для участі у Міжнародному семінарі оперного співу «La Voce nel Театро»
2011 — стипендія для участі у майстер-класі Едди Мозер у «Europäische Akademie für Musik und darstellende Kunst», Монтепульчано.
З 2011 — навчання на курсі відомого тенора Джузеппе Саббатіні.
З 2012 — переїхала до Відня.
2012 — грант фестивалю класичної музики Шлезвіг-Гольштейн, Любек.
2013 — потрапила до оперного хору Віденської Опери.
2014 — участь у «Audition workshop» Петера Едельмана, Відень.
2016 — пройшла семінар «Цінності та Суспільство» в Інституті Аспена.
2016—2017 — виступи на Мальті в проекті «Strada Stretta» з новою музичною колаборацією між джазовими музикантами та класичною співачкою (Валетта)..
2017 — дебют в опері Пуччіні «Турандот» (Мальта) у титульній ролі.
2017 — успішно пройшла курс міжнародної програми вдосконалення вокальної техніки Estill Voice Training (1-ий та 2-ий рівні, Рим).
2018—2019 — дебют в опері Перселла «Дідона та Еней» у ролі Белінди (Київ, Одеса, Харків Дніпро), солістка барокових концертів OPEN OPERA UKRAINE.
Виступала в Італії, Австрії, Німеччині, Словаччині, Польщі, Україні. Знає 7 мов: українську, англійську, італійську, німецьку, польську, російську, французьку.
З 2018 року — артистка-вокалістка, ведуча та солістка концертних програм Київського національного академічного театру оперети.
У серпні 2019 року успішно пройшла навчання у Літній школі акторської майстерності Національної спілки театральних діячів України.
З 2020 року и дотепер — лектор навчального курсу та марафону «Розвиток Креативності», авторка курсу лекцій з креативності (освітня платформа FivOne)

## Ролі у театрі
Мортиція Аддамс (бродвейський мюзикл «Сімейка Аддамсів»)
Москалиця (містична драма «Москалиця»)
Красуня Сью (мюзикл «Sugar, або В джазі тільки дівчата»)Вентічелі (драматична опера «Амадеус»)
Віщунка (мюзикл «Доріан Грей»)
Сюзон («Ключ на бруківці», Ж.Оффенбах)
Теодора Верд'є (оперета «Містер Ікс», Імре Кальман)
Циганка (оперета «Графиня Маріца», Імре Кальман)
Повія (рок-опера «Біла ворона», Ю. Рибчинський, музика Г.Татарченка).

## Музично-проектна діяльність
- «Night Gravity» та «Flagro» — проєкти класичної та неокласичної музики (солістка та організатор, 2015 р.)[19]
- «Strada Stretta Concept» — участь в оперних постановках та створення сольних експериментальних концертів кросоверу класичної та джазової музики в рамках проєкту. (Мальта, 2006—2007)[20]
- «Musica Siena 2017» — музичний фюжн класика-джаз з піаністом Мікеле ді Торо. Співпраця та створення програми іспанської та латино-американської музики з гітаристом Едуардо Катемаріо. (Сієна, 2017)[21].
- «TWINSONIX»[22] — проєкт музичного кросоверу класичної та електронної музики спільно з композитором BOXEDGE (Флоренція). Солістка та співзасновниця (Україна-Італія, 2017)[23][24][25][26][неавторитетне джерело][27]
- «Містерії Туманного Альбіону» — вокально-пластичний перформанс на основі відомих пісень, балад та інших музичних форм кельтської та британської музичної традицій — авторка ідеї, розробка проекту та музичне кураторство (Київ, 2019)[28][29]
- Концерт до Дня Незалежності України у місті Івано-Франківськ — солістка та ведуча концерту (Івано-Франківськ, 2020)
- «Автентична Британська Музика. Бірмінгем-Київ» — міжнародний музичний проєкт за підтримки УКФ та Британської Ради. Координаторка музичного напрямку, солістка та ведуча концерту за участі солістів Національної Оперети та соліста Бірмінгемської Опери Марка Вайлда. (Київ, 2021)[30][31][32]. Концерт"Вечір вальсу" — прем'єрний музичний проєкт Київського національного академічного театру оперети — солістка, ведуча[33][34][35][36][37]

## Відзнаки
- II премія на VII Міжнародному конкурсі виконавців A.Gi.Mus

Відзнака за акторську гру у виставі «Москалиця» (театральний Фестиваль «Мельпомена Таврії»  (Херсон, 2021)

## На ТВ
Музичний проєкт ПРЯМОГО та IN JAZZ: гість Boxedge feat. Maryana Bodnar від 19.02.2018
«TWINSONIX» Live nella notte di San Silvestro Телеканал Прямий 02.012020